# Фомін Петро Дмитрович
Петро Дмитрович Фомін (10 вересня 1939 — 25 червня 2020) — український науковець-хірург, доктор медичних наук, завідувач кафедри хірургії № 3 Національного медичного університету імені О. О. Богомольця. Академік Національної академії медичних наук України. Заслужений діяч науки і техніки України. Лауреат Державної премії України в галузі науки і техніки. Головний позаштатний спеціаліст МОЗ України зі спеціальності «Хірургія». Почесний професор Тернопільського державного медичного університету імені І. Я. Горбачевського.

## Біографія

Могила Петра Фоміна, Байкове кладовище

П. Д. Фомін народився 10 вересня 1939 р. у с. Бабеєво Темниковського району Мордовської АРСР у сім'ї трудівника.
Після закінчення з відзнакою лікувального факультету Томського медичного інституту у 1962 р. навчається у клінічній ординатурі на кафедрі госпітальної хірургії (1962—1964), працює хірургом-ординатором госпітальної хірургічної клініки під керівництвом академіка АМН СРСР А. Г. Савіних.
У 1966 р. обраний на посаду асистента кафедри госпітальної хірургії Томського медичного інституту, у 1970 р. захищає кандидатську дисертацію «Загрудинная предфасциальная тонкокишечная эзофагопластика при рубцовой непроходимости пищевода».
В Національному медичному університеті імені О. О. Богомольця МОЗ України П. Д. Фомін працював з 1970 р.: асистентом кафедри хірургії (1970—1981), доцентом (1981—1985), професором (1985—1992) цієї кафедри. У 1984 р. захистив докторську дисертацію «Восстановительные операции и их последствия при рубцовой непроходимости пищевода». З 1992 р. — завідувач кафедри хірургії No 3.
П. Д. Фомін був учнем професора В. С. Рогачової, члена-кореспондента НАН і АМН України професора В. Д. Братуся.
У 1992—1993 рр. працював Головним хірургом м. Києва. З 1995 р. — член спеціалізованої вченої ради при НМУ за спеціальністю «хірургія», з 1998 р. — член експертної ради ВАК України, у 2003—2014 рр. — Головний хірург МОЗ України.
28 грудня 2011 року обраний академіком Національної академії медичних наук України за спеціальністю «Хірургія».
Помер у 80-річному віці 25 червня 2020 року. Похований на центральній алеї Байкового кладовища (ділянка № 42а).

## Наукова діяльність
Зробив суттєвий внесок у наукове обґрунтування та розробку нових методів діагностики й лікування у хірургії, особливо доброякісних та злоякісних захворювань стравоходу, шлунково-кишкової кровотечі, жовчовивідних шляхів та інших органів черевної порожнини.
П. Д. Фомін був керівником першого в Україні Київського центру невідкладної допомоги хворим з шлунково-кишковою кровотечею. Наукові розробки та досвід Центру з організації допомоги, діагностики та методів хірургічного лікування стали основою для створення подібних центрів в областях України, широко впроваджуються в лікувальних закладах в Україні та за її межами, сприяли значному розширенню можливостей виліковування хворих, зменшенню летальності у 3-4 рази.
П. Д. Фомін виконує значний обсяг лікувально-консультативної роботи по лінії МОЗ України, він консультант Медичного управління при Державному управлінні справами, здійснює найбільш складні оперативні втручання.
Основними напрямками наукової діяльності П. Д. Фоміна є також різні аспекти вищої медичної освіти в Україні, участь у розробці Державних стандартів з вивчення хірургічних дисциплін відповідно до міжнародних стандартів.
П. Д. Фомін — автор 592 наукових праць, опублікованих у вітчизняних та закордонних виданнях, 48 авторських свідоцтв та патентів України на винахід, 15 раціоналізаторських пропозицій, присвячених новим методам діагностики, загальнохірургічних втручань, має 17 дипломів та свідоцтв учасника міжнародних, союзних та державних виставок і медичних форумів.
Під керівництвом П. Д. Фоміна виконані 4 докторські та 17 кандидатських дисертацій з актуальних питань хірургії, підготовлені 25 клінічних ординаторів і магістрів з хірургії, як українських, так і іноземних. Учні проф. П. Д. Фоміна працюють завідувачами кафедр хірургії (Ужгород), асистентами та доцентами кафедр хірургії (Ужгород, Київ, Тернопіль), головними лікарями, головними хірургами та завідувачами хірургічних відділень (Суми, Ужгород, Донецьк, Вінниця).
Брав активну участь у міжнародних форумах хірургів, що відбулися у США, Нідерландах, Угорщині, Польщі, Ізраїлю, Великій Британії, Німеччині, Бельгії, Франції, Японії, Південній Кореї, Італії.
Проводив велику науково-організаційну та громадську роботу, був членом Правління та Президії Асоціації хірургів України, членом спеціалізованої вченої ради при НМУ імені О. О. Богомольця за спеціальністю «хірургія», членом комісії МОЗ і Міністерства освіти і науки України з розробки освітньо-кваліфікаційних характеристик та Державних стандартів вищої медичної освіти в Україні, членом Європейського товариства хірургів, дійсним членом Нью-Йоркської Академії Наук, міжнародного наукового комітету Асоціації раку шлунка, членом редколегії кількох наукових медичних журналів, головою циклової методичної комісії з хірургічних дисциплін НМУ імені О. О. Богомольця.

## Державні нагороди
П. Д. Фомін нагороджений Почесними грамотами Кабінету Міністрів України (2001, 2008); багаторічна лікарська, науково-педагогічна та громадська діяльність П. Д. Фоміна відзначена подякою Голови Київської міської держадміністрації (2003). У 2004 р. Указом Президента України П. Д. Фомін нагороджений Орденом Ярослава Мудрого V ступеня, у 2009 р. — Орденом Ярослава Мудрого IV ступеня. За цикл наукових робіт «Фундаментальні дослідження впливу гіпертермії на стан імунітету та розробка нових високоефективних технологій лікування при гнійно-септичних захворюваннях у серцево-судинній та абдомінальній хірургії» П. Д. Фомін отримав Державну премію України в галузі науки і техніки (2008).
Як відомий лікар-хірург П. Д. Фомін отримав відзнаку МОЗ України «Хрест Пантелеймона Цілителя» (2009), Орден святителя Луки Кримського (2011).
У 2010 р. Європейською академією природничих наук нагороджений Європейським орденом Миколи Пирогова та пам'ятною медаллю Теодора Більрота(2011). У 2009 р. П. Д. Фомін обраний почесним професором Тернопільського медичного університету імені І. Я. Горбачевського; у 2012 р. — почесним доктором Російського Національного медико—хірургічного центра ім. М. І. Пирогова; у 2013 р. — нагороджений Почесною грамотою Рівненської обласної ради; у 2013 р. — Золотою медаллю НАМН України «За наукові досягнення». У 2014 р. за наукову розробку «Сучасні мініінвазивні ендоскопічні та хірургічні технології лікування шлунково-кишкових кровотеч», розробку і впровадження інноваційних технологій П. Д. Фомін отримав Премію Кабінету Міністрів України.
За цикл наукових робіт «Розробка, теоретичне обґрунтування та клінічне впровадження нових органозберігаючих методів хірургічного лікування кровоточивих виразок шлунка і дванадцятипалої кишки» П. Д. Фомін одержав Державну премію України(1990). Указом Президента України за заслуги у розвитку медичної науки, вагомий особистий внесок у підготовку фахівців для охорони здоров'я П. Д. Фоміну надане почесне звання заслуженого діяча науки і техніки України (1999); за значний особистий внесок у розвиток економіки, культури, освіти, охорони здоров'я, соціальної сфери м. Києва.
- Орден князя Ярослава Мудрого III ст. (21 серпня 2015) — за значний особистий внесок у державне будівництво, консолідацію українського суспільства, соціально-економічний, науково-технічний, культурно-освітній розвиток України, активну громадську діяльність, вагомі трудові здобутки та високий професіоналізм[2]
- Орден князя Ярослава Мудрого IV ст. (30 листопада 2009) — за значний особистий внесок у соціально-економічний, науково-технічний і культурний розвиток України, вагомі досягнення у трудовій діяльності, багаторічну сумлінну працю та з нагоди річниці підтвердження всеукраїнським референдумом 1 грудня 1991 року Акта проголошення незалежності України[3]
- Орден князя Ярослава Мудрого V ст. (9 вересня 2004) — за визначні особисті заслуги у розвитку охорони здоров'я, підготовку висококваліфікованих медичних кадрів та багаторічну плідну наукову діяльність[4]
- Заслужений діяч науки і техніки України (22 листопада 1999) — за заслуги в розвитку медичної науки, вагомий особистий внесок у підготовку фахівців для охорони здоров'я[5]
- Державна премія України в галузі науки і техніки 2005 року — за фундаментальні дослідження впливу гіпертермії на стан імунітету та розробку нових високоефективних технологій лікування при гнійно-септичних захворюваннях у серцево-судинній та абдомінальній хірургії (у складі колективу)[6]
- Державна премія УРСР в галузі науки і техніки 1990 року — за цикл робіт «Розробка, теоретичне обґрунтування та клінічне впровадження нових органозберігаючих методів хірургічного лікування кровоточивих виразок шлунка і дванадцятипалої кишки» (у складі колективу)[7]